# Rublo
Il rublo (in russo рубль?, rubl') è una valuta.

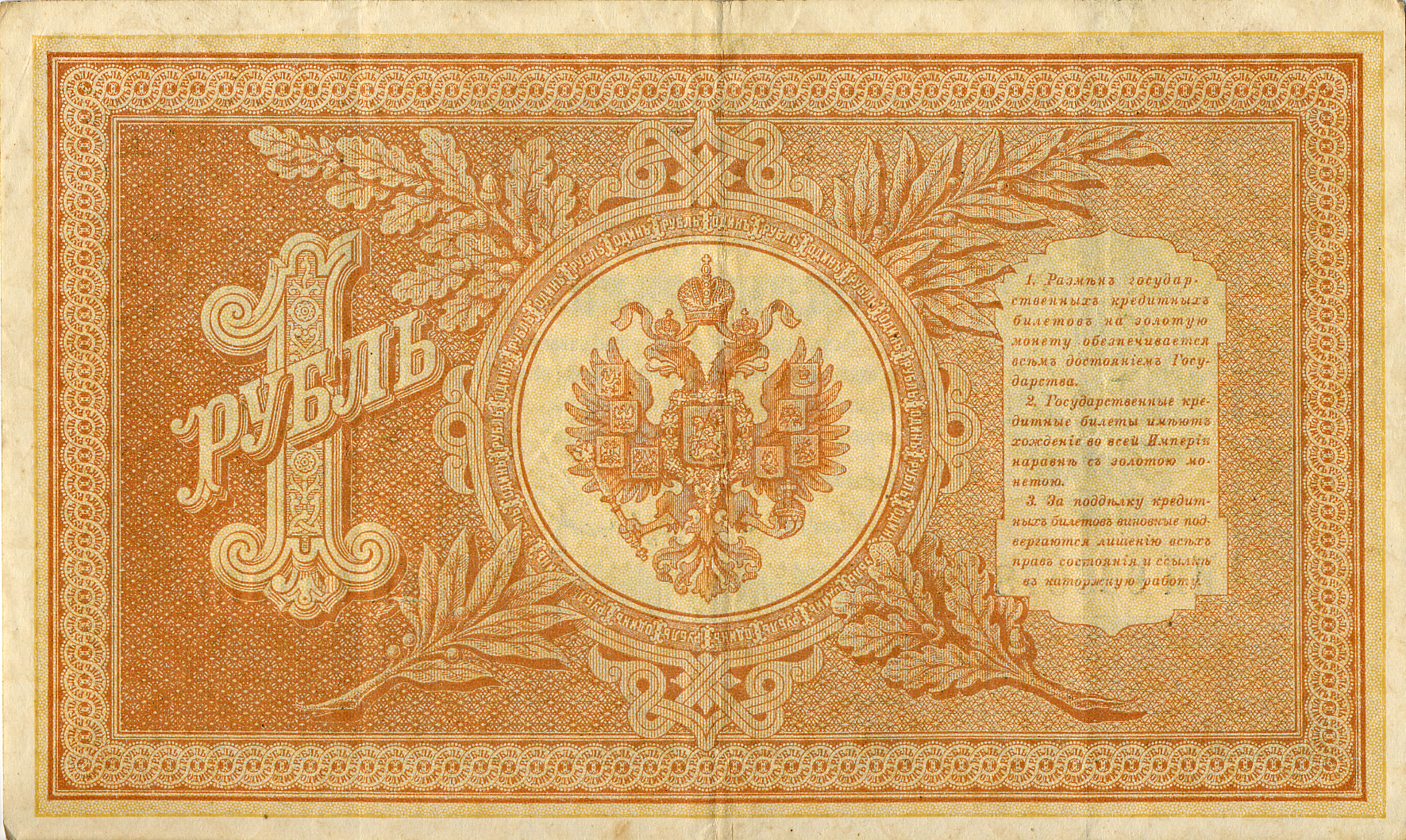
1898. Banconota da un rublo dell'Impero russo. Dritto.

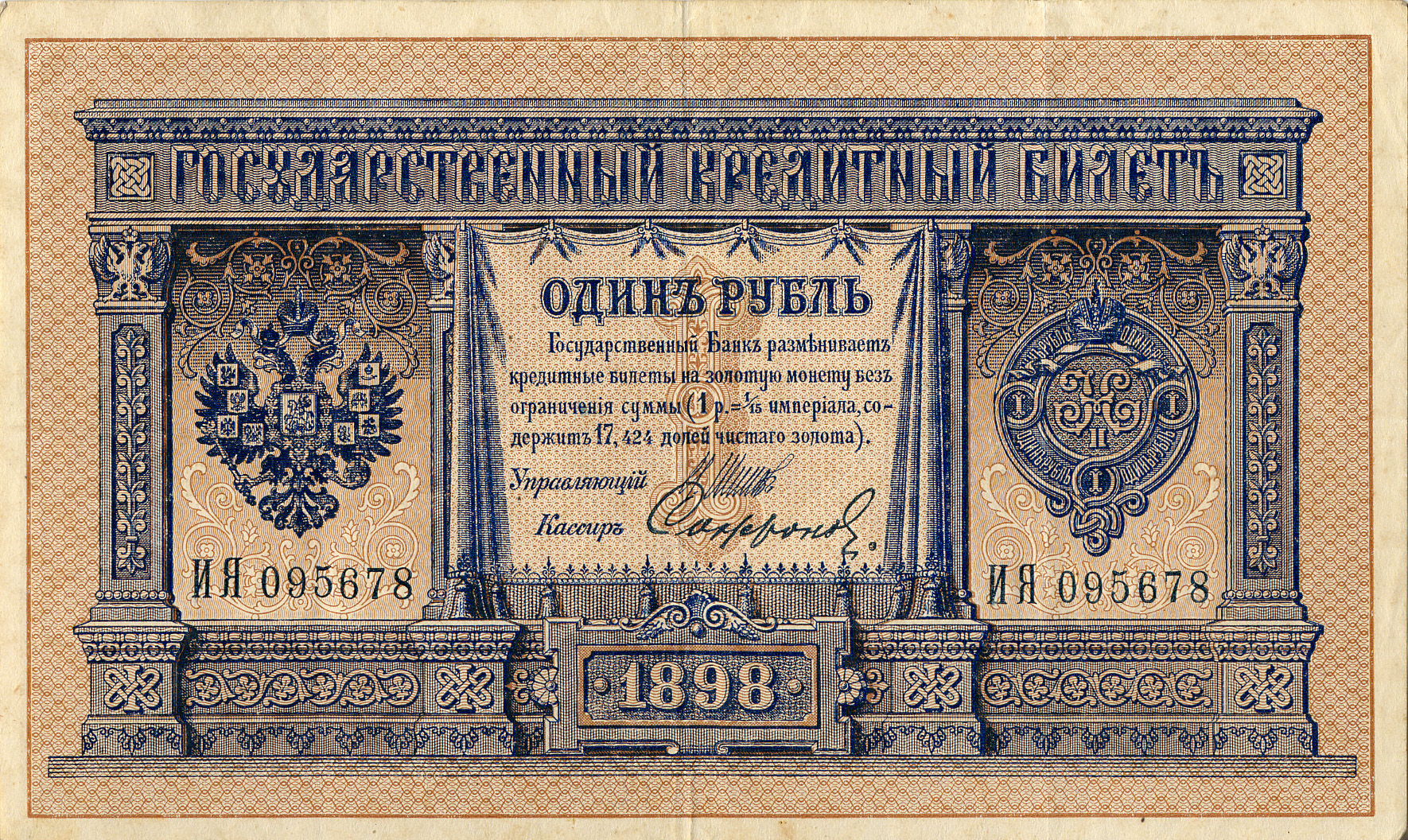
1898. Banconota da un rublo dell'Impero russo. Rovescio.

Attualmente è il nome delle valute di due nazioni e di uno Stato a riconoscimento limitato:
- Rublo russo, moneta ufficiale della Federazione Russa
- Rublo bielorusso, moneta ufficiale della Bielorussia
- Rublo transnistriano, moneta ufficiale della Transnistria

In precedenza è stata la moneta dell'Impero russo, dell'Unione Sovietica e di altri paesi storicamente o politicamente legati ad essi.
La Russia è stato il primo paese ad introdurre un sistema monetario decimalizzato nel 1704, con un rublo uguale a 100 copeche (o copechi) (sing. копе́йка – kopejka).

## Il nome

### Etimologia
Secondo una ipotesi la parola "rublo" è derivata dal verbo russo рубить (rubit'), cioè tagliare. Storicamente, "rublo" sarebbe stato un pezzo di un certo peso tagliato da un lingotto d'argento, da cui il nome.
Si trattava dunque, come d'altronde molte monete europee del periodo, inizialmente di una misura di peso, in questo caso pari a metà di un lingotto d'argento.
In russo, il nome popolare per "rublo", è celkovyj (целковый, intero), che è una riduzione di celkovyj rubl (целковый рубль), cioè un rublo intero, non tagliato.
La pratica di tagliare le monete di metallo prezioso era storicamente diffusa in tutto il mondo. Il possessore, prima di cedere la moneta al valore nominale, ne tagliava un pezzo per lucrare sulla materia prima. Dopo un po' di tempo le monete diventavano ovviamente più piccole, ma legalmente avevano ancora il valore nominale pieno. Così l'aggettivo intero era necessario per distinguere le monete non tagliate.
Le monete da 10 rubli sono talvolta informalmente chiamate červonec (черво́нец).
La parola copeca o (copeco) (копейка, kopejka) deriva dal russo kop'jò (копьё) che indica una lancia. Questo perché le prime monete da una copeca, coniate a Novgorod e Pskov all'incirca dal 1535, recavano lo stemma di Mosca con San Giorgio che trafiggeva il drago con una lancia. Dagli anni 1540 in poi il cavaliere indossava una corona per rappresentare Ivan il terribile che fu Grand Principe di tutte le Russie fino dal 1547 e Zar in seguito.

### Plurali in russo
Secondo la grammatica russa le parole hanno plurali diversi secondo il numero cui sono associati:
- i numeri 1, 21, 31 ecc. sono seguiti dal nominativo singolare: рубль, копейка (rubl', kopejka);
- i numeri 2-4, 22-24, 32-34 ecc. dal genitivo singolare рубля, копейки (rublja, kopejki);
- i numeri 5-20, 25-30, 35-40 ecc. dal genitivo plurale рублей, копеек (rublej, kopeek).

## Storia
La quantità di metallo prezioso in un rublo è variata nel tempo, finché con la riforma valutaria del 1704, Pietro I standardizzò la moneta da un rublo a 28 grammi di argento.
Mentre le monete da un rublo erano principalmente d'argento, a volte furono coniate in oro ed alcune monete, nel XIX secolo, erano di platino. Il rublo d'oro introdotto nel 1897 era uguale a 0,774235 g di oro. Il rublo sovietico del 1961 era formalmente uguale a 0,987412 g di oro, ma lo scambio con l'oro non fu mai a disposizione per il grande pubblico. I rubli attualmente non sono più collegati alla parità aurea di sistema aureo.
È stata coniata anche una moneta in oro da 3 rubli.
La carta-moneta russa è stampata dall'azienda di stato Goznak a Mosca, che opera dalla sua fondazione avvenuta il 6 giugno del 1919. Le monete sono coniate alla zecca Monetnyj Dvor a San Pietroburgo, che opera dal 1724, ed anche a Mosca.
Nel novembre del 2004, le autorità di Dimitrovgrad (oblast' di Ul'janovsk) hanno eretto un monumento di cinque metri al rublo.

## Il rublo negli Stati e nei territori russi ed ex sovietici

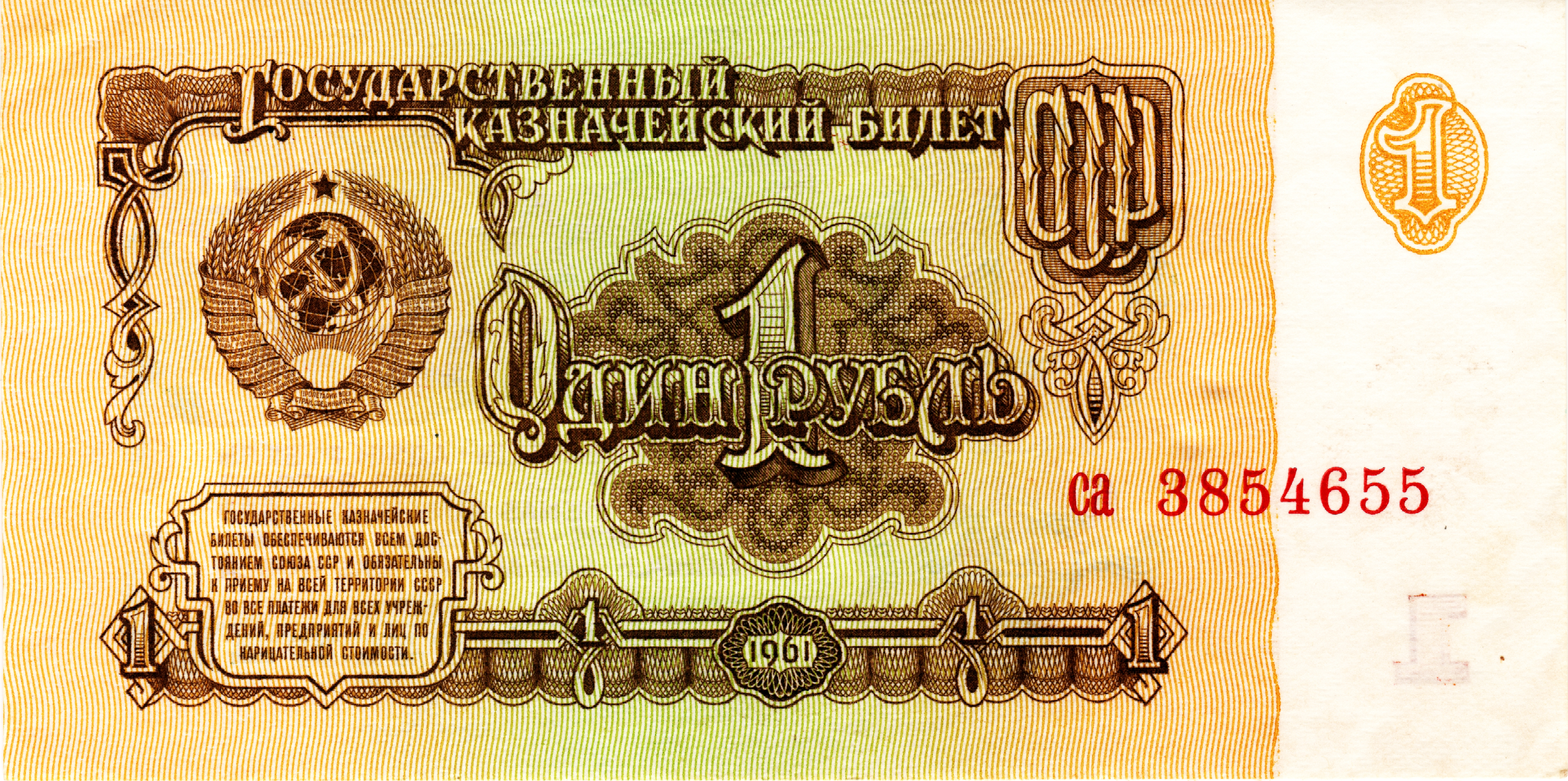
1961. Biglietto da un rublo dell'Unione Sovietica. Dritto.

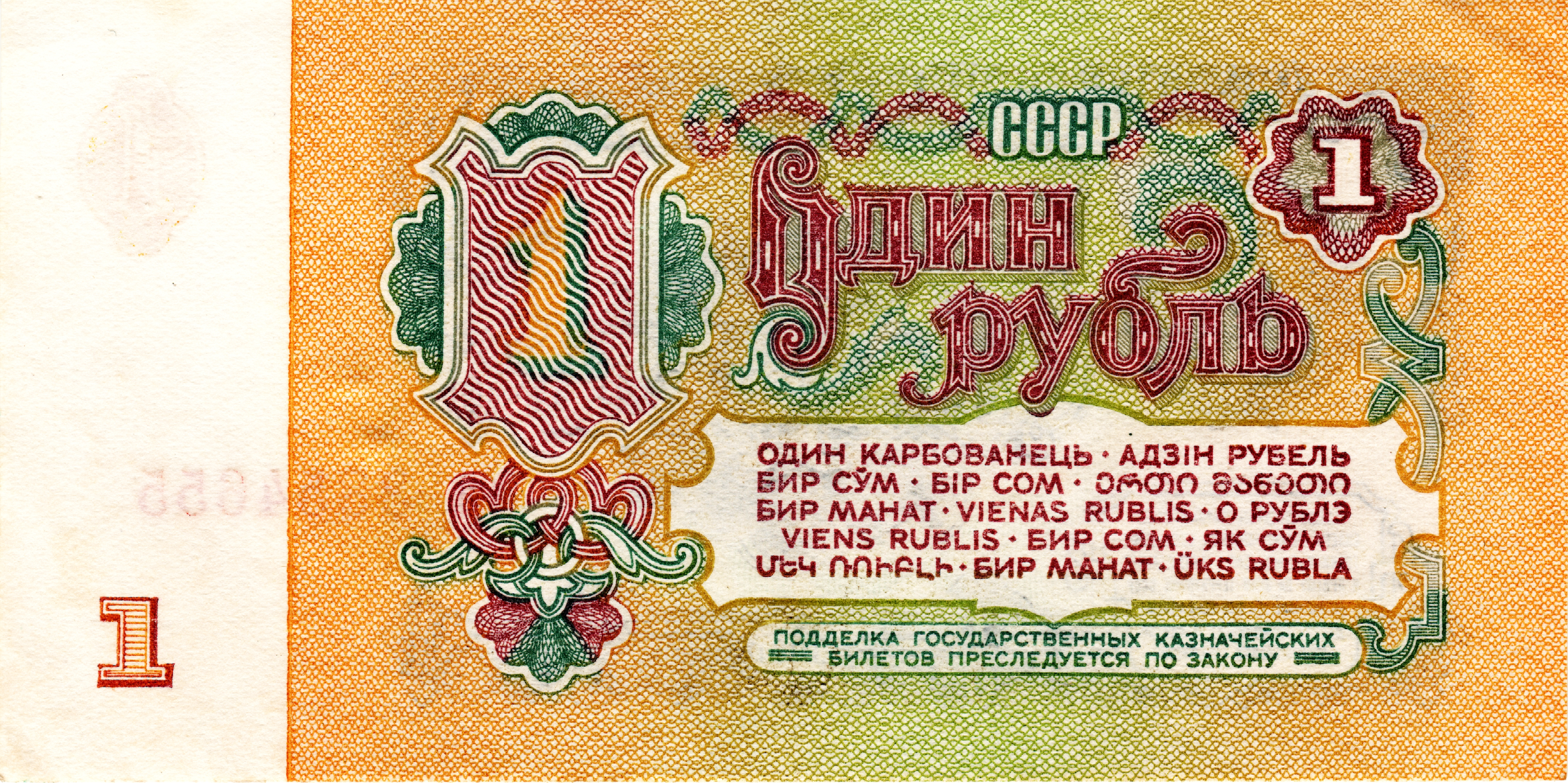
1961. Biglietto da un rublo dell'Unione Sovietica. Rovescio.

Nel periodo sovietico, il rublo aveva il suo nome nelle lingue ufficiali dell'Unione Sovietica. Tutte le banconote avevano il valore stampate nelle lingue di tutte le Repubbliche dell'Unione Sovietica. Il nome locale è rimasto in uso anche nella Russia attuale, ad esempio in tataro rublo è sum. I nomi correnti di parecchie valute dell'Asia centrale sono semplicemente i nomi locali per rublo.
Il nome che aveva la valuta nelle lingue ufficiali delle 15 repubbliche:
Russo: рубль
Ucraino: карбованец
Bielorusso: рубель
Uzbeko: сўм
Kazako: сом
Georgiano: მანეთი
Azero: манат
Lituano: rublis
Moldavo: рублэ
Lettone: rublis
Chirghizo: сом
Tagico: сўм
Armeno: ռուբլի
Turkmeno: манат
Estone: rubla